# Becherovka
Becherovka és un licor fet a base d'herbes que li donen un gust amarg produït a la ciutat de Karlovy Vary (en alemany Karlsbad) a la República Txeca, el creador del qual fou Jan Becher. S'elabora amb una maceració de llavors d'anís, canyella i més de trenta altres herbes. La graduació alcohòlica és del 38%.
Becherovka és una beguda que generalment se serveix freda i s'utilitza sovint com a digestiu. També pot ser combinada amb aigua tònica, en un combinat que es coneix com un Beton (Becherovka, tònica i tall de llimona) paraula en txec que es tradueix per "formigó". S'utilitza en diversos països de l'antic bloc de l'Est com a remei casolà per l'artritis.

## Història
La producció comercial de Becherovka es va iniciar el 1807. De 1998 a 2003 va existir una versió eslovaca, fabricada per Zdenek Hoffmann a Domažlice a Bohèmia; Hoffmann va afirmar que Alfred Becher havia donat el seu avi la recepta el 1939, amb el dret a fabricar el producte, ja que estava preocupat que el secret no podria sobreviure a la guerra. Hoffmann va ser incapaç de provar això a la Cort, i el 2007 va ser condemnat pel tribunal de districte Domažlice.
Avui en dia només hi ha dues persones que coneixen el secret de tot el procés productiu: aquests dos són els únics autoritzats a entrar a la sala Drogikamr, on, un cop a la setmana, es prepara una barreja de les moltes herbes i les espècies utilitzades en la creació de la beguda. Algunes de les herbes són importats de l'estranger, i alguns creixen al voltant de Karlovy Vary.